# Skua Gull Peak
Skua Gull Peak är en bergstopp i Antarktis. Den ligger i Västantarktis. Inget land gör anspråk på området. Toppen på Skua Gull Peak är 261 meter över havet.
Terrängen runt Skua Gull Peak är kuperad åt nordväst, men åt sydost är den platt. Trakten är obefolkad. Det finns inga samhällen i närheten. 